# ルーカス・トレンティーノ・コエーリョ・ジ・リマ
ルーカス・パケタ（Lucas Paquetá）ことルーカス・トレンティーノ・コエーリョ・ジ・リマ（Lucas Tolentino Coelho de Lima, 1997年8月27日 - ）は、ブラジル・リオデジャネイロ出身のプロサッカー選手。プレミアリーグ・ウェストハム・ユナイテッド所属。ブラジル代表。ポジションはミッドフィールダー、フォワード。
登録名の「パケタ」は、リオデジャネイロ市東部に位置するパケタ島の出身であることに由来する。

## 経歴

### クラブ

#### フラメンゴ
2007年、10歳の時にフラメンゴの下部組織に入団。
2016年にコパ・サンパウロ・ジ・フチボウ・ジュニオルのタイトルを獲得。同年3月にフェリペ・ヴィゼウ、レオ・ドゥアルチ、ホナウドと共にトップチームに昇格した。昇格時に2020年末まで契約を延長した。3月5日にカンピオナート・カリオカでスターティングメンバーに名を連ね初出場。3月9日にはプリメイラ・リーガで初出場。

#### ミラン
2019年1月4日、イタリアのミランに4年契約で移籍。移籍金は3,500万ユーロ（+ボーナス）と報じられた。2月10日、リーグ第23節のカリアリ戦で移籍後初ゴールを挙げたが、これがミランに在籍した1シーズン半において唯一のゴールとなった。

#### オリンピック・リヨン
2020年9月30日、フランスのオリンピック・リヨンに5年契約で移籍。移籍金は2,000万ユーロと報じられた。
10月18日、リーグ第7節のストラスブール戦に先発し、リーグ・アン初出場。初ゴールは12月23日、第20節のナント戦で記録した。フランスでのデビューシーズン、9ゴール5アシストを記録し、リーグ・アンのシーズンベストイレヴンに選出された。

#### ウェストハム・ユナイテッド
2022年8月29日、イングランドのウェストハム・ユナイテッドに5年契約（1年の延長オプション付き）で移籍。ウェストハムは「クラブ史上最高額の移籍金」と発表し、BBCはセバスティアン・アレーの推定4,500万ポンドを上回る、5,000万ポンドを超える額と報じた。
8月31日、リーグ第5節のトッテナム・ホットスパー戦でプレミアリーグ初出場。2023年1月4日、第19節のリーズ・ユナイテッド戦でペナルティキックにより初ゴールを挙げた。6月7日、UEFAヨーロッパカンファレンスリーグ決勝のフィオレンティーナ戦に臨み、試合終了間際にジャロッド・ボーウェンの決勝点をアシストし、タイトル獲得に貢献。この大会を通じて1ゴール4アシストを記録し、シーズンベストイレヴンにも選出された。
8月18日、パケタの賭博規則違反の疑いについてFAが調査していることが判明した。2024年5月23日、FAはパケタを賭博規則違反で告発したと発表した。2022年11月12日のプレミアリーグのレスター・シティ戦、2023年3月12日のアストン・ヴィラ戦、2023年5月21日のリーズ・ユナイテッド戦、2023年8月12日のボーンマス戦の4試合で故意に警告を受け、賭博の結果を操作し特定の人物の利益に繋げる行為をした容疑。また、FAの要請に対して適切な書類や情報を提供しなかったという規定違反でも告発された。パケタはこれらの容疑を否認し、告発されたことに「非常に驚き、動揺している」と語った。この問題が報じられてから、パケタは一貫して疑惑を否定しており、2025年7月31日、ウェストハムは独立規制機関の調査によりパケタの無罪が確定したことを発表した。

### 代表

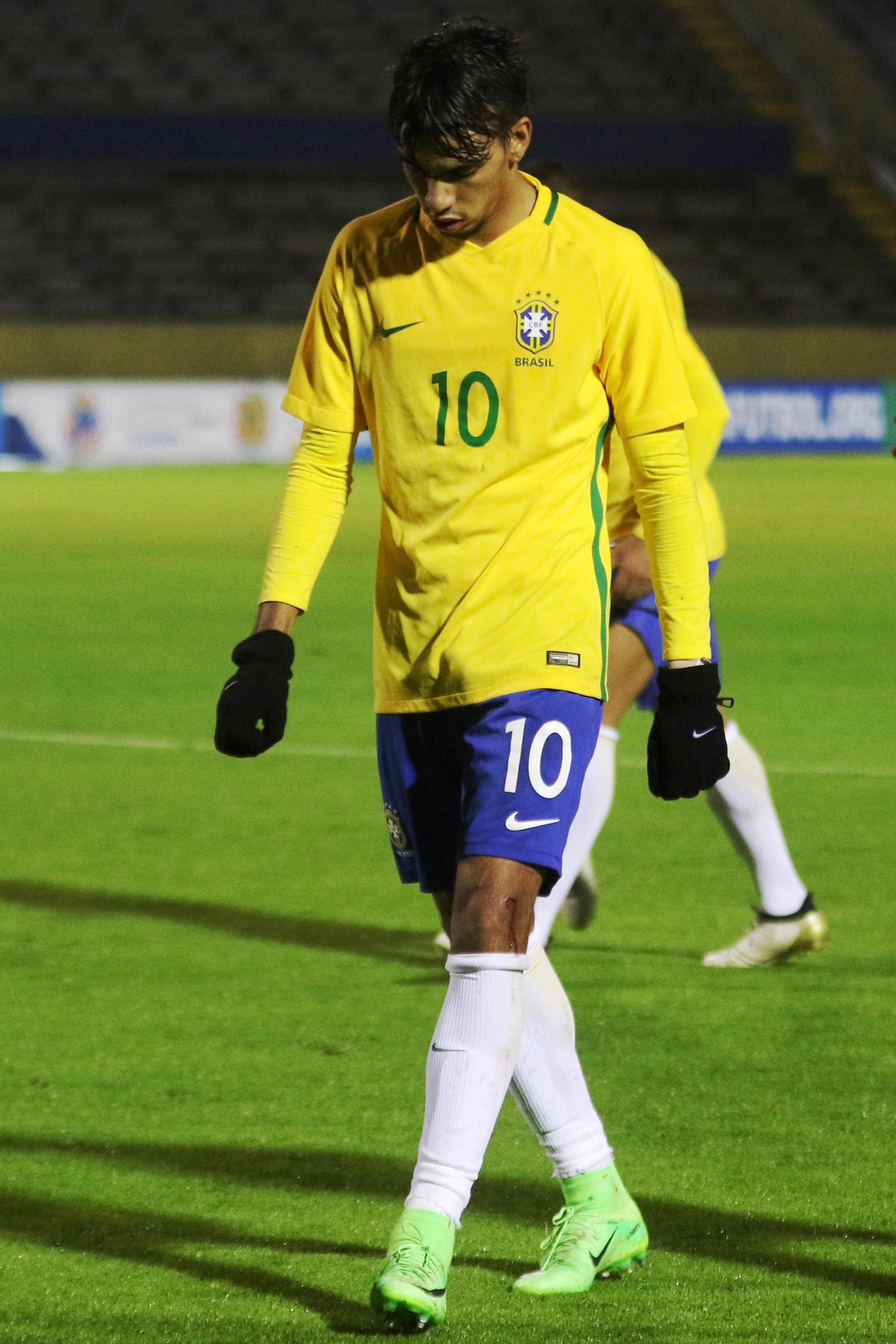
U-20ブラジル代表でのパケタ（2017年）

2016年4月1日、U-20代表の欧州遠征で世代別代表初招集。9月4日、イングランドとの親善試合で世代別代表初出場。この試合で初ゴールも挙げた。
U-23代表としてはリオデジャネイロオリンピックのサポートメンバーとしてトレーニングに参加した。
2019年、コパ・アメリカのメンバーに初選出。自身の出場は1試合の途中出場のみであったが、チームは4大会ぶりに南米王者となった。
2022年11月7日、FIFAワールドカップに臨むメンバーに選出され、決勝トーナメント1回戦の韓国戦で1ゴールを挙げた。
2024年5月、コパ・アメリカに出場するブラジル代表メンバーに選出された。

## プレイスタイル
- トップ下またはセカンドトップを主戦場としており[1]、ほとんど左足しか使わないファンタジスタタイプのレフティー[36]。また、セントラルMF（攻撃的なボランチ／8番）、サイドハーフ、0トップ（偽9番）なども担える[36]。
- ミドルシュートや直接フリーキックのほか、ヘディングも得意としている[36]。

## 個人成績

### クラブ
| 国内大会個人成績 | 国内大会個人成績 | 国内大会個人成績 | 国内大会個人成績 | 国内大会個人成績 | 国内大会個人成績 | 国内大会個人成績 | 国内大会個人成績 | 国内大会個人成績 | 国内大会個人成績 | 国内大会個人成績 | 国内大会個人成績 |
| 年度             | クラブ           | 背番号           | リーグ           | リーグ戦         | リーグ戦         | リーグ杯         | リーグ杯         | オープン杯       | オープン杯       | 期間通算         | 期間通算         |
| 年度             | クラブ           | 背番号           | リーグ           | 出場             | 得点             | 出場             | 得点             | 出場             | 得点             | 出場             | 得点             |
| ブラジル         | ブラジル         | ブラジル         | ブラジル         | リーグ戦         | リーグ戦         | ブラジル杯       | ブラジル杯       | オープン杯       | オープン杯       | 期間通算         | 期間通算         |
| ---------------- | ---------------- | ---------------- | ---------------- | ---------------- | ---------------- | ---------------- | ---------------- | ---------------- | ---------------- | ---------------- | ---------------- |
| 2016             | フラメンゴ       | 39               | セリエA          | 0                | 0                | 0                | 0                | -                | -                | 0                | 0                |
| 2017             | フラメンゴ       | 39               | セリエA          | 17               | 1                | 3                | 1                | -                | -                | 20               | 2                |
| 2018             | フラメンゴ       | 11               | セリエA          | 32               | 10               | 6                | 0                | -                | -                | 38               | 10               |
| イタリア         | イタリア         | イタリア         | イタリア         | リーグ戦         | リーグ戦         | イタリア杯       | イタリア杯       | オープン杯       | オープン杯       | 期間通算         | 期間通算         |
| 2018-19          | ミラン           | 39               | セリエA          | 13               | 1                | 3                | 0                | -                | -                | 16               | 1                |
| 2019-20          | ミラン           | 39               | セリエA          | 24               | 0                | 3                | 0                | -                | -                | 27               | 0                |
| フランス         | フランス         | フランス         | フランス         | リーグ戦         | リーグ戦         | F・リーグ杯      | F・リーグ杯      | フランス杯       | フランス杯       | 期間通算         | 期間通算         |
| 2020-21          | リヨン           | 12               | リーグ・アン     | 30               | 9                | -                | -                | 4                | 1                | 34               | 10               |
| 2021-22          | リヨン           | 10               | リーグ・アン     | 35               | 9                | -                | -                | 0                | 0                | 35               | 9                |
| 2022-23          | リヨン           | 10               | リーグ・アン     | 2                | 0                | -                | -                | -                | -                | 2                | 0                |
| イングランド     | イングランド     | イングランド     | イングランド     | リーグ戦         | リーグ戦         | FLカップ         | FLカップ         | FAカップ         | FAカップ         | 期間通算         | 期間通算         |
| 2022-23          | ウェストハム     | 11               | プレミアリーグ   | 28               | 4                | 0                | 0                | 2                | 0                | 30               | 4                |
| 2023-24          | ウェストハム     | 10               | プレミアリーグ   | 31               | 4                | 2                | 0                | 1                | 0                | 34               | 4                |
| 2024-25          | ウェストハム     | 10               | プレミアリーグ   | 33               | 4                | 2                | 0                | 1                | 1                | 36               | 5                |
| 通算             | ブラジル         | ブラジル         | セリエA          | 49               | 11               | 9                | 1                | -                | -                | 58               | 12               |
| 通算             | イタリア         | イタリア         | セリエA          | 37               | 1                | 6                | 0                | -                | -                | 43               | 1                |
| 通算             | フランス         | フランス         | リーグ・アン     | 67               | 18               | -                | -                | 4                | 1                | 71               | 19               |
| 通算             | イングランド     | イングランド     | プレミアリーグ   | 92               | 12               | 4                | 0                | 4                | 1                | 100              | 13               |
| 総通算           | 総通算           | 総通算           | 総通算           | 245              | 42               | 19               | 1                | 8                | 2                | 272              | 45               |

### 代表
| ブラジル代表 | 国際Aマッチ | 国際Aマッチ |
| 年           | 出場        | 得点        |
| ------------ | ----------- | ----------- |
| 2018         | 2           | 0           |
| 2019         | 9           | 2           |
| 2020         | 2           | 0           |
| 2021         | 15          | 4           |
| 2022         | 11          | 2           |
| 2023         | 3           | 1           |
| 2024         | 13          | 2           |
| 通算         | 55          | 11          |

#### ゴール
| #   | 年月日         | 開催地                                                                        | 対戦国     | 勝敗 | 試合概要                                  |
| --- | -------------- | ----------------------------------------------------------------------------- | ---------- | ---- | ----------------------------------------- |
| 1.  | 2019年3月23日  | エスタディオ・ド・ドラゴン（ ポルトガル）                                     | パナマ     | △1-1 | 親善試合                                  |
| 2.  | 2019年11月19日 | アル・ジャジーラ・ムハンマド・ビン・ザーイド・スタジアム（ アラブ首長国連邦） | 韓国       | ○3-0 | 親善試合                                  |
| 3.  | 2021年6月9日   | エスタディオ・ディフェンソーレス・デル・チャコ（ パラグアイ）                 | パラグアイ | ○2-0 | 2022 FIFAワールドカップ・南米予選         |
| 4.  | 2021年7月3日   | エスタジオ・オリンピコ・ジョアン・アベランジェ（ ブラジル）                   | チリ       | ○1-0 | コパ・アメリカ2021                        |
| 5.  | 2021年7月6日   | エスタジオ・オリンピコ・ジョアン・アベランジェ（ ブラジル）                   | ペルー     | ○1-0 | コパ・アメリカ2021                        |
| 6.  | 2021年11月12日 | アレーナ・デ・サンパウロ（ ブラジル）                                         | コロンビア | ○1-0 | 2022 FIFAワールドカップ・南米予選         |
| 7.  | 2022年3月30日  | エスタディオ・エルナンド・シレス（ ボリビア）                                 | ボリビア   | ○4-0 | 2022 FIFAワールドカップ・南米予選         |
| 8.  | 2022年12月5日  | スタジアム974（ カタール）                                                    | 韓国       | ○4-1 | 2022 FIFAワールドカップ・決勝トーナメント |
| 9.  | 2023年6月20日  | エスタディオ・ジョゼ・アルヴァラーデ（ ポルトガル）                           | セネガル   | ●2-4 | 親善試合                                  |
| 10. | 2024年3月26日  | エスタディオ・サンティアゴ・ベルナベウ（ スペイン）                           | スペイン   | △3-3 | 親善試合                                  |
| 11. | 2024年6月29日  | アレジアント・スタジアム（ アメリカ合衆国）                                   | パラグアイ | ○4-1 | コパ・アメリカ2024・グループD             |

## タイトル

### クラブ
フラメンゴ
- U-20タッサ・オタヴィオ・ピント・ギマリャンイス（2014）
- U-20カンピオナート・カリオカ（2015）
- コパ・サンパウロ・ジ・フチボウ・ジュニオル（ポルトガル語版）（2016）
- カンピオナート・カリオカ（2017）
- タッサ・グアナバラ（2018）

ウェストハム・ユナイテッド
- UEFAヨーロッパカンファレンスリーグ（2022-23）[20]

### 代表
ブラジル代表
- コパ・アメリカ（2019）[32]

### 個人
- カンピオナート・カリオカ ベストイレヴン（2018）[37][38]
- カンピオナート・ブラジレイロ・セリエA シーズンベストイレヴン（2018）[39]
- リーグ・アン シーズンベストイレヴン（2020-21）[15]
- リーグ・アン 月間最優秀選手（2021年10月）[40]
- UEFAヨーロッパカンファレンスリーグ シーズンベストイレヴン（2022-23）[21]